# Municipio de Washington (condado de Marion, Indiana)
El municipio de Washington (en inglés: Washington Township) es un municipio ubicado en el condado de Marion en el estado estadounidense de Indiana. En el año 2010 tenía una población de 132049 habitantes y una densidad poblacional de 1.025,35 personas por km².

## Geografía
El municipio de Washington se encuentra ubicado en las coordenadas 39°52′35″N 86°8′35″O / 39.87639, -86.14306. Según la Oficina del Censo de los Estados Unidos, el municipio tiene una superficie total de 128.78 km², de la cual 125.91 km² corresponden a tierra firme y (2.23%) 2.87 km² es agua.

## Demografía
Según el censo de 2010, había 132049 personas residiendo en el municipio de Washington. La densidad de población era de 1.025,35 hab./km². De los 132049 habitantes, el municipio de Washington estaba compuesto por el 64.56% blancos, el 27.09% eran afroamericanos, el 0.23% eran amerindios, el 2.08% eran asiáticos, el 0.02% eran isleños del Pacífico, el 3.54% eran de otras razas y el 2.47% pertenecían a dos o más razas. Del total de la población el 6.63% eran hispanos o latinos de cualquier raza.

## Educación
El Distrito Metropolitano Escolar del Municipio de Washington gestiona escuelas públicas.